# Scholastique de Wettin
Scholastique de Saxe (en polonais : Scholastyka saska), née vers 1391/1395 et morte le 12 mai 1461 ou 1463, est une princesse de la maison d'Ascanie, fille de l'électeur Rodolphe III de Saxe-Wittemberg. Épouse du duc Jean Ier de Żagań, elle règne comme douairière à partir de 1439 sur le duché de Nowogród Bobrzański en Silésie jusqu'à sa mort.

## Biographie
Scholastique (ou Scholastika) est la fille de Rodolphe III (mort en 1419), prince-électeur et duc de Saxe-Wittemberg, et de son épouse Anne de Wettin (morte en 1395), fille du landgrave Balthazar de Thuringe.
Vers 1405/1409, Scholastique épouse le duc Jean Ier de Żagań avec qui elle a dix enfants :
- Anne (née vers 1408/1418 – † 4 novembre 1437), épouse 1424/1434 le comte Albert VIII de Lindow-Ruppin († 1460);
- Hedwige (née 1410/1422 – † 14 mai 1497), épouse vers le 11 mars 1434 le prince Bernard VI d'Anhalt-Bernbourg († 2 février 1468) ;
- Balthazar († 1472), duc de Żagań ;
- Rodolphe († 1454), duc de Żagań ;
- Marguerite (née vers 1415/1425 – † 9 mai 1491), épouse d'abord vers 1435 le comte Volrad II de Mansfeld († 1450), puis le comte Henri XI de Honstein-Wittemberg († 1454) et enfin vers le 27 juin 1457 le duc Henri III de Brunswick-Grubenhagen († 1464) ;
- Barbara (née vers 1420/1430 † entre le 31 janvier et le 28 juillet 1476) ;
- Scholastika (née 1420/1430 – † vers 1489).
- Agnès (née vers 1430/1439 – † entre 1er février et le 6 décembre 1473) ;
- Venceslas († 1488), duc de Żagań ;
- Jean II le Fou († 1504), duc de Żagań.

Lassée des mauvais traitements de son mari, présenté par les chroniques contemporaines comme un homme violent et un véritable sadique, elle s'enfuit. Capturée, elle est reléguée à Nowogród Bobrzański qu'il lui est interdit de quitter même pour revenir au château ducal ou dans la capitale de ses États. À sa mort en 1439, Jean Ier lui lègue néanmoins comme douaire ou Oprawa wdowia le domaine de Nowogród qu'elle conserve jusqu'à sa mort.

## Source
- (de) Europäische Stammtafeln Vittorio Klostermann, Gmbh, Francfort-sur-le-Main, 2004  (ISBN 3465032926), Die Herzoge von Glogau †1476, und Sagan †1504 des Stammes der Piasten Volume III, Tafel 13.